# ریک روسویچ
ریک روسویچ (به انگلیسی: Rick Rossovich) (زاده ۲۸ اوت ۱۹۵۷) بازیگر آمریکایی است.
از فیلم‌های معروف او می‌توان به بازی در فیلم تاپ گان، از دست دادن آن و رکسان اشاره کرد.